# Ендрю Бернап
Ендрю Бернап (англ. Andrew Burnap; нар. 5 березня 1991, Саут-Кінгстаун, Род-Айленд, США) — американський актор. Як актор театру розпочав професійну кар'єру у постановках «Короля Ліра» 2014 року та «Троїла і Крессіди» 2016 року. Здобув популярність завдяки ролі Тобі Дарлінга у п'єсі Метью Лопеса «Спадок», прем'єра якої відбулася у Вест-Енді, а згодом ставилася на Бродвеї, і принесла йому премію «Тоні» за найкращу чоловічу роль у п'єсі. 2023 року зіграв короля Артура у бродвейському відновленні мюзиклу Лернера та Луї «Камелот».
На телебаченні знаний за ролями Філа в серіалі Apple TV+ «Стартап, що зазнав краху» (2022) і Джозефа Сміта в серіалі FX на Hulu «Під прапором небес» (2022).

## Молодість й освіта
Народився і виріс у Саут-Кінгстауні, штат Род-Айленд, і закінчив Університет Род-Айленда.

## Кар'єра
Дебютував у постановках Громадського театру. 2014 року зіграв у відновлені «Короля Ліра» з Джоном Літгоу, Аннетт Бенінг і Яг'єю Абдул-Матіном II у головних ролях. 2016 року виконав роль Троїла у постановці «Троїл і Крессіда». Здобув популярність завдяки ролі Тобі Дарлінга у п'єсі Метью Лопеса «Спадок», прем'єра якої відбулася на Вест-Енді, а згодом ставилася на Бродвеї. За свою роль став лауреатом премії «Тоні» як найкращий актор у п'єсі.
2022 року зіграв Філа в серіалі Apple TV+ «Стартап, що зазнав краху» разом з Енн Гетевей і Джаредом Лето, а також Джозефа Сміта в мінісеріалі FX на Hulu «Під прапором небес» з Ендрю Гарфілдом і Дейзі Едгар-Джонс у головних ролях. 2023 року зіграв короля Артура у бродвейському відновленні мюзиклу Лернера та Луї «Камелот». У відродженні нової книги Аарона Соркіна Бернап зіграв разом з Філліпою Су у ролі Ґвіневери. За свою роль номінований на премію Drama Desk за найкращу головну роль у мюзиклі.
Пізніше того ж року зіграв Йоріса Айвенса в оф-бродвейській виставі «Іспанія» за сценарієм Джен Сільверман, у якому грав разом з Марін Айрленд. П'єса розповідає про складнощі знімання фільму, фінансованого російським урядом під час громадянської війни в Іспанії.
На початку 2022 року приєднався до акторського складу «Білосніжки» з Рейчел Зеглер і Галь Гадот. У серпні того ж року стало відомо про його участь у психологічному горорі «Вітальня», прем'єра якого відбулась 6 вересня 2024 року.

## Фільмографія
| Рік  |    | Українська назва         | Оригінальна назва          | Роль                  |
| ---- | -- | ------------------------ | -------------------------- | --------------------- |
| 2016 | кф |                          | The Layoff                 | Джеремі               |
| 2018 | ф  | Супроводжуюча            | The Chaperone              | Флойд                 |
| 2018 | вг | Red Dead Redemption 2    | Red Dead Redemption 2      | Ларамії               |
| 2018 | ф  | Вільна кімната           | Spare Room                 | Метт                  |
| 2018 | с  | Інстинкт                 | Instinct                   | Генрі                 |
| 2019 | с  | Кодекс                   | The Code                   | сержант Джуліан Лукас |
| 2021 | с  | Юна                      | Younger                    | Тофер Кларк           |
| 2021 | с  | Хороша боротьба          | The Good Fight             | Макс                  |
| 2022 | с  | Стартап, що зазнав краху | WeCrashed                  | Філ                   |
| 2022 | с  | Під прапором небес       | Under the Banner of Heaven | Джозеф Сміт           |
| 2024 | ф  | Вітальня                 | The Front Room             | Норман                |
| 2025 | ф  | Білосніжка               | Heretic                    | Джонатан              |

## Нагороди та номінації
| Рік  | Нагорода             | Категорія                      | Робота  | Результат |
| ---- | -------------------- | ------------------------------ | ------- | --------- |
| 2020 | Премія Клайва Барнса | Премія артиста театру          | Спадок  | Перемога  |
| 2020 | Тоні                 | Найкраща чоловіча роль у п'єсі | Спадок  | Перемога  |
| 2023 | Драма Деск           | Видатна головна роль у мюзиклі | Камелот | Номінація |